# Józef Uznański (1882–1928)
Józef Uznański herbu Jastrzębiec (ur. 19 października 1882 w Szaflarach, zm. 1928 w Poroninie) – współwłaściciel dóbr szaflarskich i części Tatr.

## Życiorys
Był studentem Uniwersytetu Jagiellońskiego. Do 1923 był współwłaścicielem, wraz z bratem Jerzym dóbr szaflarskich, a potem właścicielem wschodniej części Tatr Polskich. W 1924, powodowany koniecznością ochrony przyrody tatrzańskiej, opublikował w Głosie Zakopiańskim artykuł O lasy tatrzańskie.

## Rodzina
Był synem Adama Uznańskiego i Lucyny Marii Żychlińskiej herbu Szeliga (1844-1921). Miał rodzeństwo: Eustachego Henryka (1877-1936), Witolda (1879-1943), Jerzego (1894-1955), Alfreda (1884-1939) i Marię (ur. 1885).